# Гай Кальпурний Пизон (консул 67 года до н. э.)
Гай Кальпу́рний Пизо́н (лат. Gaius Calpurnius Pisō; родился около 110 года до н. э. — умер вскоре после 61 года до н. э.) — римский политический деятель из плебейского рода Кальпурниев, консул 67 года до н. э. Во время консулата возглавлял борьбу против Габиниева закона о наделении Гнея Помпея Великого чрезвычайными полномочиями для борьбы с пиратами. Управлял Нарбонской Галлией (66—65 годы до н. э.), враждовал с Гаем Юлием Цезарем.

## Происхождение
Гай Кальпурний принадлежал к плебейскому роду Кальпурниев, происходившему, согласно поздним генеалогиям, от Кальпа — мифического сына второго царя Рима Нумы Помпилия (к Нуме возводили свои родословные также Пинарии, Помпонии и Эмилии). Ветвь Пизонов была наиболее влиятельной: её представители регулярно занимали высшие должности в последний век существования Римской республики.

## Биография
Гай Кальпурний родился приблизительно в 110 году до н. э. Первое упоминание о нём в сохранившихся источниках, предположительно, относится к 76 году до н. э.: Пизон мог быть одним из судей, принимавших решение по делу актёра Квинта Росция Галла. В 69 или 68 году до н. э. он защищал интересы Секста Эбуция в его тяжбе с Авлом Цециной из-за наследства (интересы Цецины представлял Марк Туллий Цицерон). По мнению Фридриха Мюнцера, именно в 69 году Гай Кальпурний мог быть претором; но Роберт Броутон отмечает, что, согласно закону Виллия, самая поздняя из возможных датировок — 70 год до н. э.
В 67 году до н. э. Гай Кальпурний получил консулат на двоих с ещё одним плебеем — Манием Ацилием Глабрионом. Вместе консулы добились принятия закона против предвыборных махинаций (de ambitu): осуждённый по такому закону должен был выплатить крупный штраф, исключался из сената и на всю жизнь терял пассивное избирательное право. Некоторые источники упоминают в связи с этой инициативой только Пизона, и в историю закон вошёл как Lex Calpurnia.
Пизон возглавил оптиматов, пытавшихся противодействовать возвышению Гней Помпея Великого. В частности, он выступил против предложения Авла Габиния о наделении Помпея чрезвычайными полномочиями для борьбы с пиратами. В пылу полемики Гай Кальпурний заявил, что, «если Помпей желает подражать Ромулу, то ему не избежать участи последнего» (имелась в виду версия об убийстве Ромула сенаторами); после этих слов консула едва не растерзала толпа. Когда инициатива Габиния стала законом, Пизон, движимый, по словам Плутарха, завистью и ненавистью, приказал распустить экипажи уже собранного флота. Но к тому времени корабли уже отплыли из Брундизия. Габиний подготовил законопроект об отрешении Гая Кальпурния от должности, который не был внесён в народное собрание только благодаря протесту Помпея.
Пизон помешал популяру Марку Лоллию Паликану стать одним из консулов на следующий год и продемонстрировал при этом, по словам Валерия Максима, «замечательную душевную стойкость». По истечении полномочий он стал на два года (66—65 годы до н. э.) проконсулом Нарбонской Галлии. Во время наместничества Гай Кальпурний подавил волнения в землях аллоброгов. По возвращении в Рим он был обвинён Гаем Юлием Цезарем в вымогательстве и казни без суда жителя Транспаданской Галлии, но Цицерон, участвовавший в судебном процессе в качестве защитника, добился оправдательного приговора.
В конце 63 года до н. э., когда был раскрыт заговор Катилины, Пизон приложил серьёзные усилия, чтобы участником заговора признали и Цезаря. Вместе с Квинтом Лутацием Катулом Капитолином он пытался убедить Цицерона, консула, возглавившего борьбу с Катилиной, чтобы тот выдвинул против Цезаря ложное обвинение. Не добившись этого, Гай Кальпурний, по словам Саллюстия, начал распространять явную клевету о причастности Гая Юлия к планам Катилины; поверив ему, некоторые всадники даже угрожали Цезарю смертью. Пизон свидетельствовал перед сенаторами против Гая Корнелия Цетега и участвовал в дебатах 5 декабря 63 года до н. э., в ходе которых было решено казнить заговорщиков без суда. Позже Цицерон называл его в числе нобилей, одобрявших итоги его консульства.
Последние упоминания о Гае Кальпурнии относятся к декабрю 61 года до н. э. Цицерон с неудовольствием пишет Аттику, что при обсуждении одного вопроса в сенате первым предоставили слово Пизону, а не ему; а претендовавший на консулат 59 года до н. э. Марк Кальпурний Бибул рассчитывал через Пизона заключить союз с ещё одним соискателем — Луцием Лукцеем. Поскольку более поздних упоминаний нет, историки полагают, что Гай Кальпурний умер вскоре после этого.

## Интеллектуальные занятия
Цицерон называет Пизона в своём трактате «Брут», перечисляя ораторов, бывших современниками Квинта Гортензия Гортала. По его словам, Гай Кальпурний был «оратор спокойный, словоохотливый, сообразительный, однако выражение лица он обычно принимал такое, что казался куда умнее, чем был на самом деле».